# Mistrovství světa v ledním hokeji 1993

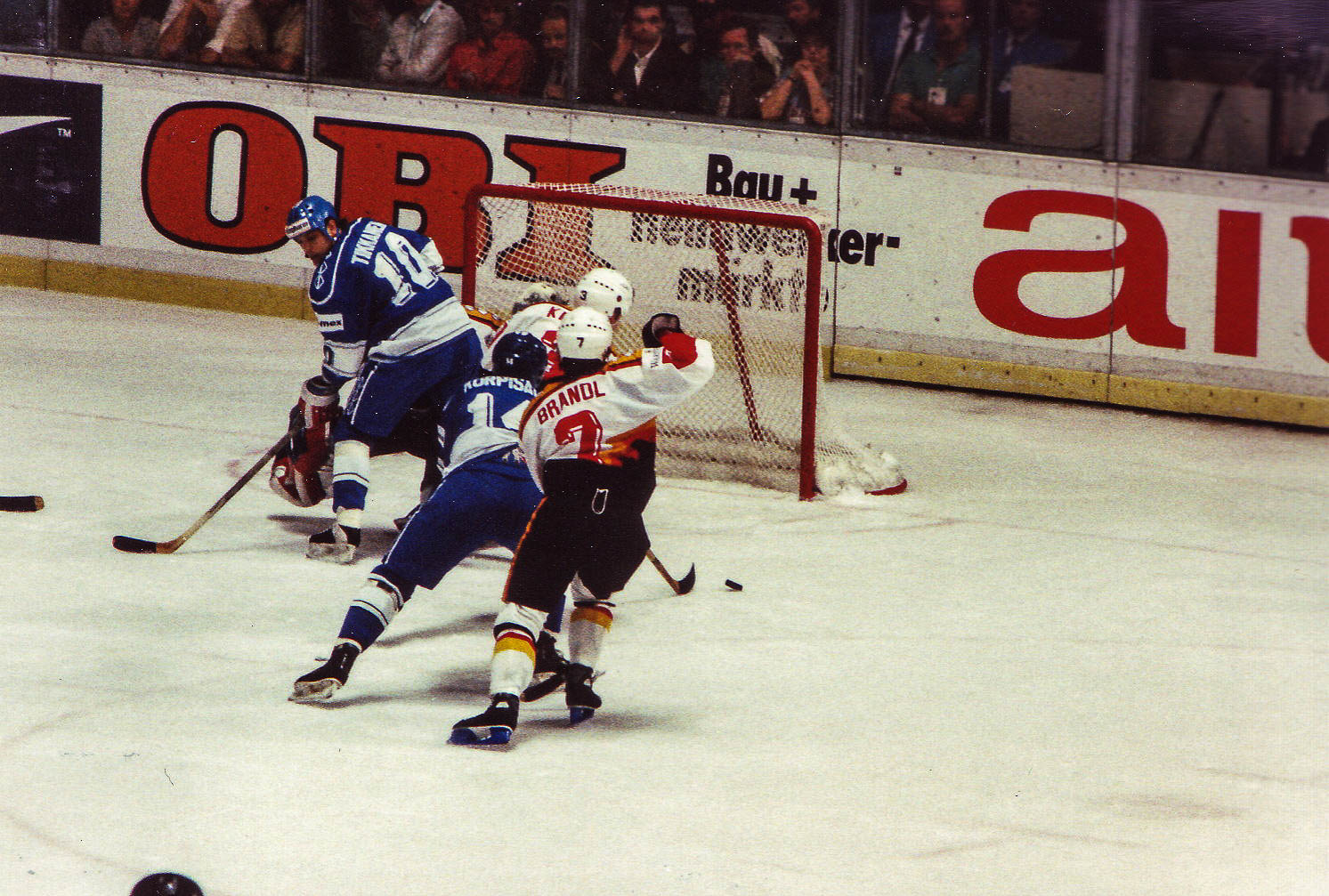
Fotografie ze zápasu Německo – Finsko 3:1.

57. Mistrovství světa v ledním hokeji 1993 se konalo v Německu v Mnichově a Dortmundu ve dnech 18. dubna – 2. května 1993. Mistrovství vyhrál výběr Ruska.
Mistrovství se zúčastnilo 32 mužstev, rozdělených podle výkonnosti do tří skupin. V A-skupině startovalo dvanáct účastníků, rozdělených do dvou šestičlenných skupin, z nichž první čtyři postoupily do play off, kde se hrálo o medaile. Týmy, které skončily ve skupině na pátém a šestém místě, hrály o záchranu.
Na šampionátu poprvé vystoupila samostatná česká reprezentace (1. ledna 1993 došlo k rozdělení Československa na Českou a Slovenskou republiku) a získala bronzové medaile. Nejlepším brankářem šampionátu byl vyhlášen Petr Bříza, který udržel průměr obdržených branek na zápas pod číslem 2.

## Výsledky a tabulky

### Skupina A
|    |           | CAN  | SWE | RUS | ITA  | SUI | AUT  | V | R | P | Skóre | B  |
| 1. | Kanada    | ***  | 4:1 | 3:1 | 11:2 | 2:0 | 11:0 | 5 | 0 | 0 | 31:4  | 10 |
| 2. | Švédsko   | 1:4  | *** | 5:2 | 6:2  | 4:6 | 1:0  | 3 | 0 | 2 | 17:14 | 6  |
| 3. | Rusko     | 1:3  | 2:5 | *** | 2:2  | 6:0 | 4:2  | 2 | 1 | 2 | 15:12 | 5  |
| 4. | Itálie    | 2:11 | 2:6 | 2:2 | ***  | 1:0 | 1:1  | 1 | 2 | 2 | 8:20  | 4  |
| 5. | Švýcarsko | 0:2  | 6:4 | 0:6 | 0:1  | *** | 5:1  | 2 | 0 | 3 | 11:14 | 4  |
| 6. | Rakousko  | 0:11 | 0:1 | 2:4 | 1:1  | 1:5 | ***  | 0 | 1 | 4 | 4:22  | 1  |

 Itálie –  Rusko	2:2 (0:0, 1:0, 1:2)
18. dubna 1993 (15:30) – Mnichov (Olympiahalle)

Branky Itálie: 26:22 Lucio Topatigh, 50:11 Mario Brian Chitarroni.

Branky Ruska: 54:01 Jan Kaminskij, 58:19 Andrej Chomutov.

Rozhodčí: Hearn – Earle, Borman (USA)

Vyloučení: 4:2

Diváků: 3 500
 Švédsko –  Rakousko	1:0 (1:0, 0:0, 0:0)
18. dubna 1993 (20:00) – Mnichov (Olympiahalle)

Branky Švédska: 15:45 Jonas Bergkvist.

Rozhodčí: Maletroit (FRA) – Janíček (SVK), Rautavuori (FIN)

Vyloučení: 2:3

Diváků: 3 000
 Kanada –  Švýcarsko 	2:0 (1:0, 1:0, 0:0)
19. dubna 1993 (15:30) – Mnichov (Olympiahalle)

Branky Kanady: 1:20 Eric Lindros, 29:02 Mike Gartner.

Rozhodčí: Nieminen (FIN) – Schim, Dahle (GER)

Vyloučení: 7:3

Diváků: 3 500
 Rusko –  Rakousko	4:2 (0:1, 2:0, 2:1)
19. dubna 1993 (20:00) – Mnichov (Olympiahalle)

Branky Ruska: 24:21 Jan Kaminskij, 29:32 Vjačeslav Bykov, 55:00 Sergej Šenděljev, 58:22 Vjačeslav Bykov.

Branky Rakouska: 18:35 A. Pusnik, 50:32 Heinzle.

Rozhodčí: Slapke (GER) – Larssen (NOR), Janíček (SVK)

Vyloučení: 9:10 (1:0, 0:1)

Diváků: 4 000
 Švédsko –  Kanada 	1:4 (0:0, 1:1, 0:3)
20. dubna 1993 (15:30) – Mnichov (Olympiahalle)	

Branky Švédska: 35:23 Patrik Juhlin,

Branky Kanady: 27:24 Geoff Sanderson, 45:54ts Geoff Sanderson, 50:44 Mike Gartner, 59:59 Rod Brind'Amour.

Rozhodčí: Hearn – Earle, Borman (USA)

Vyloučení: 5:6 (1:1)

Diváků: 6 500
 Itálie –  Švýcarsko 	1:0 (0:0, 1:0, 0:0)
20. dubna 1993 (20:00) – Mnichov (Olympiahalle)

Branky Itálie: 25:47 Gaetano Orlando.

Rozhodčí: Danko – Janíček (SVK), Rautavuori (FIN)

Vyloučení: 10:8 (1:0)

Diváků: 3 500
 Itálie –  Švédsko 	2:6 (0:1, 1:3, 1:2)
21. dubna 1993 (20:00) – Mnichov (Olympiahalle)	

Branky Itálie: 26:57 John Vecchiarelli, 49:36 Carmine Vani.

Branky Švédska: 9:48 Stefan Nilsson, 21:27 Ulf Dahlén, 24:22 Patrik Juhlin, 48:13 Fredrik Stillman, 52:17 Michael Nylander, 56:37 Ulf Dahlén.

Rozhodčí: Slapke – Schimm, Dahle (GER)

Vyloučení: 8:7 (2:0)

Diváků: 2 600
 Švýcarsko –  Rusko		0:6 (0:2, 0:1, 0:3)
22. dubna 1993 (15:30) – Mnichov (Olympiahalle)

Branky Ruska: 5:23 Alexej Jašin, 16:45 Alexej Jašin, 27:13 Ilja Bjakin, 43:47 Andrej Chomutov, 44:13 Ilja Bjakin, 53:50 Sergej Sorokin.

Rozhodčí: Hearn (USA) – Larsen (NOR), Rautavuori (FIN)

Vyloučení: 7:9 0:2) + Sapožnikov na 5 min a do konce utkání.

Diváků: 3 500
 Rakousko –  Kanada 	0:11 (0:6, 0:2, 0:3)
22. dubna 1993 (20:00) – Mnichov (Olympiahalle)

Branky Kanady: 9:51 Shayne Corson, 10:24 Rod Brind'Amour, 12:42 Paul Kariya, 18:22 Garry Galley, 19:11 Eric Lindros, 19:46 Rod Brind'Amour, 20:31 Eric Lindros, 28:56 Eric Lindros, 53:37 Brian Savage, 56:26 Brian Benning, 57:55 Geoff Sanderson.

Rozhodčí: Malletrit (FRA) – Schmidt, Dahle (GER)

Vyloučení: 1:3 (0:1)

Diváků: 7 100
 Švýcarsko –  Rakousko	5:1 (1:0, 2:1, 2:0)
23. dubna 1993 (20:00) – Mnichov (Olympiahalle)

Branky Švýcarska: 10:21 Andreas Ton, 32:52 Christian Weber, 34:31 Gil Montandon, 53:09 Alfred Lüthi, 59:51 Thomas Vrabec.

Branky Rakouska: 37:47 Günther.

Rozhodčí: Nieminen (FIN) – Earle, Borman (USA)

Vyloučení: 4:8 (2:0)

Diváků: 7 000
 Kanada –  Itálie 	11:2 (5:0, 3:0, 3:2)
24. dubna 1993 (20:00) – Mnichov (Olympiahalle)

Branky Kanady: 2:21 Dave Gagner, 3:51 Eric Lindros, 12:21 Greg Johnson, 12:31 Adam Greaves, 18:53 Adam Greaves, 35:02 Dave Gagner, 35:44 Eric Lindros, 39:36 Eric Lindros, 47:21 Dave Gagner, 50:22 Eric Lindros, 57:21 Eric Lindros.

Branky Itálie: 42:19 Martin Pavlů, 54:17 Lucio Topatigh.

Rozhodčí: Nieminen (FIN) – Larsen (NOR), Rautavuori (FIN)

Vyloučení: 5:2 (1:0, 1:0)

Diváků: 5 000
 Rusko –  Švédsko 	2:5 (0:0, 1:3, 1:2)
24. dubna 1993 (15:30) – Mnichov (Olympiahalle)

Branky Ruska: 20:32 Ilja Bjakin, 54:48 Valerij Karpov.

Branky Švédska: 24:52 Mikael Renberg, 26:07 Jonas Bergkvist, 37:07 Markus Näslund, 40:31 Mikael Andersson, 57:45 Mikael Andersson.

Rozhodčí: Danko (SVK) – Earle, Borman (USA)

Vyloučení: 7:8 (1:0, 0:1) + Larsson na 10 min.

Diváků: 10 000
 Švédsko –  Švýcarsko 	4:6 (0:3, 3:1, 1:2)
25. dubna 1993 (15:30) – Mnichov (Olympiahalle)

Branky Švédska: 22:47 Peter Andersson, 29:08 Jonas Bergkvist, 38:50 Stefan Larsson, 47:49 Mikael Renberg.

Branky Švýcarska: 3:21 Manuele Celio, 11:37 Patrick Howald, 16:00 Patrick Howald, 28:53 Roman Waeger, 49:07 Roman Waeger, 51:29 Felix Hollenstein.

Rozhodčí: Hearn (USA) – Schimm, Dahle (GER)

Vyloučení: 4:5 (1:1)

Diváků: 6 000
 Rusko –  Kanada 	1:3 (0:2, 1:1, 0:0)
25. dubna 1993 (20:00) – Mnichov (Olympiahalle)	

Branky Ruska: 36:24 Valerij Karpov

Branky Kanady: 4:28 Kevin Dineen, 12:20 Paul Kariya, 29:40 Eric Lindros.

Rozhodčí: Danko (SVK) - Rautavuori (FIN), Janíček (CZE)

Vyloučení: 1:2 + Jašin na 5 min.

Diváků: 8 600
 Rakousko –  Itálie 	1:1 (1:0, 0:1, 0:0)
26. dubna 1993 (20:00) – Mnichov (Olympiahalle)

Branky Rakouska: 10:36 Herbert Hohenberger.

Branky Itálie: 35:37 Lucio Topatigh.

Rozhodčí: Hearn – Borman (USA), Larssen (NOR)

Vyloučení: 5:3 (0:1)

Diváků: 4 500

### Skupina B
|    |         | CZE | GER | USA | FIN | NOR | FRA | V | R | P | Skóre | B |
| 1. | Česko   | *** | 5:0 | 1:1 | 3:1 | 2:0 | 6:2 | 4 | 1 | 0 | 17:4  | 9 |
| 2. | Německo | 0:5 | *** | 6:3 | 3:1 | 6:0 | 5:3 | 4 | 0 | 1 | 20:12 | 8 |
| 3. | USA     | 1:1 | 3:6 | *** | 1:1 | 3:1 | 6:1 | 2 | 2 | 1 | 14:10 | 6 |
| 4. | Finsko  | 1:3 | 1:3 | 1:1 | *** | 2:0 | 2:0 | 2 | 1 | 2 | 7:7   | 5 |
| 5. | Norsko  | 0:2 | 0:6 | 1:3 | 0:2 | *** | 5:4 | 1 | 0 | 4 | 6:17  | 2 |
| 6. | Francie | 2:6 | 3:5 | 1:6 | 0:2 | 4:5 | *** | 0 | 0 | 5 | 10:24 | 0 |

 Norsko –  Německo		0:6 (0:1, 0:2, 0:3)
18. dubna 1993 (15:30) – Dortmund (Westfalenhalle)

Branky Německa: 11:37 Raimund Hilger, 23:01 Bernd Truntschka, 29:21 Michael Rumrich, 48:28 Dieter Hegen, 50:30 Georg Franz, 58:00 Stefan Ustorf.

Rozhodčí: Bokarev (URS) – Castle (CAN), Pfister (SUI)

Vyloučení: 9:8 (0:2, 0:1) + Gundersen do konce utkání.

Diváků: 10 092
 Česko –  USA	1:1 (0:0, 0:0, 1:1)
18. dubna 1993 (20:00) – Dortmund (Westfalenhalle)

Branky Česka: 46:45 Drahomír Kadlec.

Branky USA: 53:13 Derian Hatcher.

Rozhodčí: Sold (SWE) – Feofanov, Karabanov (RUS)

Vyloučení: 6:9 (0:1)

Diváků: 2 200
Česko: Petr Bříza – Drahomír Kadlec, Miloš Holaň, Leo Gudas, Miloslav Hořava, Bedřich Ščerban, Antonín Stavjaňa – Otakar Janecký, Jiří Kučera, Jiří Doležal – Petr Rosol, Martin Hosták, Kamil Kašťák – Jan Čaloun, Petr Hrbek, Richard Žemlička – Roman Horák, (21. Josef Beránek), Radek Ťoupal, Tomáš Kapusta.
USA: Dunham – Beers, Weinrich, Hatcher, Bert, Hauer, Richter, Richards – Amonte, Weight, Olczyk – Turcotte, Modano, Podein – Drury, Plante, Sacco – Moran, Johnson.
 Finsko –  Francie	2:0 (0:0, 0:0, 2:0)
19. dubna 1993 (20:00) – Dortmund (Westfalenhalle)

Branky Finska: 49:31 Jarkko Varvio, 58:01 Timo Jutila.

Rozhodčí: Savaris (ITA) – Norrman, Eriksson (SWE)

Vyloučení: 2:7 (1:0)

Diváků: 1 700
 Česko –  Německo	5:0 (0:0, 3:0, 2:0)
20. dubna 1993 (15:30) – Dortmund (Westfalenhalle)

Branky Česka: 21:51 Kamil Kašťák, 32:26 Jiří Doležal, 39:10 Petr Hrbek, 48:28 Radek Ťoupal, 57:07 Josef Beránek.

Rozhodčí: Loraans – Castle (CAN), Stadler (AUT)

Vyloučení: 7:6 (1:0) + Brandl na 10 min a Thomson na 5 min ado konce utkání.

Diváků: 10 000
Česko: Petr Bříza – Drahomír Kadlec, Miloš Holaň, Leo Gudas, Miloslav Hořava, Bedřich Ščerban, Antonín Stavjaňa – Otakar Janecký, Jiří Kučera, Jiří Doležal – Petr Rosol, Martin Hosták, Kamil Kašťák – Jan Čaloun, Petr Hrbek, Richard Žemlička – Radek Ťoupal, Josef Beránek, Tomáš Kapusta.
Německo: Merk – Meyer, Thomson, Mende, Mayr, Niedeberger, Amann, Hiemer, Kienass – Volland, G. Truntschka, Hegen – Rumrich, Brandl, Kummer – Köpf, Doucet, B. Truntschka – Hilger, Ustorf, Franz.
 Finsko –  USA	1:1 (0:0, 1:0, 0:1)
20. dubna 1993 (20:00) – Dortmund (Westfalenhalle)

Branky Finska: 24:00 Jarkko Varvio.

Branky USA: 44:26 Ed Olczyk.

Rozhodčí: Bokarev (RUS) – Eriksson (SWE), Pfister (SUI)

Vyloučení: 7:6 (0:1)

Diváků: 2 500
 Česko –  Norsko 	2:0 (1:0, 0:0, 1:0)
21. dubna 1993 (20:00) – Dortmund (Westfalenhalle)

Branky Česka: 9:42 Richard Žemlička, 52:13 Jiří Doležal.

Rozhodčí: Moreno (SUI) – Feofanov, Karabanov (RUS)

Vyloučení: 6:5 (1:0)

Diváků: 2 200
Česko: Petr Bříza – Drahomír Kadlec, Miloš Holaň, Leo Gudas, Miloslav Hořava, Bedřich Ščerban, Antonín Stavjaňa – Otakar Janecký, Jiří Kučera, Jiří Doležal – Petr Rosol, Martin Hosták (41. Roman Horák), Kamil Kašťák – Jan Čaloun, Petr Hrbek, Richard Žemlička – Radek Ťoupal, Josef Beránek, Tomáš Kapusta.
Norsko: Schistad - Salsten, Andersen, Kristiansen, Karlstad, Jakobsen, Sögaard – Thoresen, Kristiansen, Hoff – Gundersen, Dahlström, Rath – Billkvam, Finstad, Bekkerud – Olsen, Johansen, Knold.
 Německo –  Francie		5:3 (3:1, 1:1, 1:1)
21. dubna 1993 (15:30) – Dortmund (Westfalenhalle)

Branky Německa: 0:52 Dieter Hegen, 2:08 Ernst Koopf, 14:12 Bernd Truntschka, 39:20 Dieter Hegen, 41:33 Andreas Volland.

Branky Francie: 12:22 Franck Pajonkowski, 21:36 Peter Almasy, 47:39 Bruno Saunier.

Rozhodčí: Norrman – Eriksson, Sold (SWE)

Vyloučení: 4:6 (1:1, 0:1)

Diváků: 8 500
 USA –  Francie		6:1 (3:1, 1:0, 2:0)
22. dubna 1993 (15:30) – Dortmund (Westfalenhalle)

Branky USA: 8:32 Adam Burt, 18:15 Rob Gaudrean, 18:29 Jeffrey Lazaro, 30:54 Adam Burt, 48:03 Shjon Podein, 56:25 Rob Gaudrean.

Branky Francie: 5:02 Antoine Richer.

Rozhodčí: Slapke – Schimm, Dahle (GER)

Vyloučení: 3:2

Diváků: 1 500
 Norsko –  Finsko 	0:2 (0:0, 0:0, 0:2)
22. dubna 1993 (20:00) – Dortmund (Westfalenhalle)

Branky Finska: 44:16 Juha Riihijärvi, 52:37 Kari Harila.

Rozhodčí: Sold – Norrman (SWE), Pfister (SUI)

Vyloučení: 5:7

Diváků: 3 200
 Německo –  Finsko 	3:1 (1:0, 2:0, 0:1)
23. dubna 1993 (20:00) – Dortmund (Westfalenhalle)

Branky Německa: 11:45 Michael Rumrich, 24:45 Dieter Hegen, 36:06 Ernst Koopf.

Branky Finska: 53:16 Vesa Viitakoski.

Rozhodčí: Bokarev – Feofanov, Karabanov (RUS)

Vyloučení: 7:8 (1:0)

Diváků: 11 000
 Česko –  Francie 	6:2 (1:0, 2:1, 3:1)
24. dubna 1993 (15:30) – Dortmund (Westfalenhalle)

Branky Česka: 7:12 Josef Beránek, 25:31 Miloš Holaň, 37:05 Leo Gudas, 42:44 Tomáš Kapusta, 45:21 Martin Hosták, 45:42 Petr Rosol.

Branky Francie: 28:03 Christian Pouget, 46:49 Arnaud Briand.

Rozhodčí: Savarin (ITA) – Castle (CAN), Stadler (AUT)

Vyloučení: 4:4

Diváků: 3 500
Česko: Petr Bříza – Drahomír Kadlec, Miloš Holaň, Leo Gudas, Miloslav Hořava, Bedřich Ščerban, Antonín Stavjaňa – Otakar Janecký, Jiří Kučera, Jiří Doležal – Petr Rosol, Martin Hosták, Kamil Kašťák – Jan Čaloun, Petr Hrbek, Richard Žemlička – Radek Ťoupal, Josef Beránek, Tomáš Kapusta.
Francie: Ylönen – Botteri, Lemoine, Poudrier, Perez, Leblanc, Saunier – Pajonkowski, Richer, Pouget – Barin, Ville, Almasy – Pousse, Lapointe, Dunn – Briand, Maia, Babin.
 USA –  Norsko 	3:1 (0:1, 2:0, 1:0)
24. dubna 1993 (20:00) – Dortmund (Westfalenhalle)

Branky USA: 26:25 Tony Amonte, 27:05 Darren Turcotte, 46:05 Jeffrey Lazaro.

Branky Norska: 11:27 Sven Enok Noersteboe.

Rozhodčí: Moreno (SUI) – Feofanov (RUS), Pfister (SUI)

Vyloučení: 7:4 (1:0)

Diváků: 3 200
 Česko –  Finsko 	3:1 (0:0, 1:1, 2:0)
25. dubna 1993 (15:30) – Dortmund (Westfalenhalle)

Branky Česka: 31:04 Petr Hrbek, 45:04 Jiří Doležal, 59:45 Martin Hosták.

Branky Finska: 37:51 Mika Alatalo.

Rozhodčí: Moreno (SUI) – Feofanov, Karabanov (RUS)

Vyloučení: 9:8 (1:0, 1:0)

Diváků: 4 300
Česko: Petr Bříza – Drahomír Kadlec, Miloš Holaň, Leo Gudas, Miloslav Hořava, Bedřich Ščerban, Antonín Stavjaňa – Otakar Janecký, Jiří Kučera, Jiří Doležal – Petr Rosol, Martin Hosták, Kamil Kašťák – Jan Čaloun, Petr Hrbek, Richard Žemlička – Radek Ťoupal, Josef Beránek, Tomáš Kapusta.
Finsko: Ketterer – Haapakoski, Siren, Jutila, Laukkanen, Hämäläinen, Harila – Säilynoja, Nieminen, Varvio – Riihijärvi, Saarikoski, Viitakoski – Tikkanen, Koivu, Korpisalo – Palo, Peltomaa, Alatalo.
 Německo –  USA	6:3 (5:0, 0:0, 1:3)
25. dubna 1993 (20:00) – Dortmund (Westfalenhalle)

Branky Německa: 7:12 Raimund Hilger, 11:16 Gerd Truntschka, 11:55 Ernst Koopf, 16:06 Michael Rumrich, 18:45 Benoit Doucet, 46:57 Dieter Hegen.

Branky USA: 44:06 Derek Plante, 47:30 Craig Johnson, 53:07 Rob Gaudrean.

Rozhodčí: Bokarev (RUS) – Castle (USA), Norman (SWE)

Vyloučení: 7:11 (2:1, 1:0)

Diváků: 11 000
 Francie –  Norsko 	4:5 (2:1, 1:1, 1:3)
26. dubna 1993 – Dortmund (Westfalenhalle)

Branky Francie: 6:45 Antoine Richer, 19:04 Benoit Laporte, 21:07 Peter Almasy, 56:58 Franck Pajonkowski.

Branky Norska: 10:30 Carl Gunnar Gundersen, 34:22 Pal Kristiansen, 50:56 Marius Rath, 55:30 Pal Kristiansen, 59:47 Pal Kristiansen.

Rozhodčí: Eriksson (SWE) – Eriksson (SWE), Stadler (AUT)

Diváků: 1 200

### Play off
|  | Čtvrtfinále | Čtvrtfinále |         |        | Semifinále  | Semifinále  |  |  | Finále | Finále |
|  |             |             |         |        |             |             |  |  |        |        |
|  |             |             |         |        |             |             |  |  |        |        |
|  |             |             |         |        |             |             |  |  |        |        |
|  | Rusko       | 5           |         |        |             |             |  |  |        |        |
|  | Rusko       | 5           |         |        |             |             |  |  |        |        |
|  | Německo     | 1           |         |        |             |             |  |  |        |        |
|  | Německo     | 1           | Rusko   | 7      |             |             |  |  |        |        |
|  |             |             | Rusko   | 7      |             |             |  |  |        |        |
|  |             | Kanada      | 4       |        |             |             |  |  |        |        |
|  | Kanada      | Kanada      | 4       | 5      |             |             |  |  |        |        |
|  | Kanada      |             |         | 5      |             |             |  |  |        |        |
|  | Finsko      | 1           |         |        |             |             |  |  |        |        |
|  | Finsko      | 1           | Rusko   | 3      |             |             |  |  |        |        |
|  |             |             | Rusko   | 3      |             |             |  |  |        |        |
|  |             | Švédsko     | 1       |        |             |             |  |  |        |        |
|  | Švédsko     | Švédsko     | 1       | 5      |             |             |  |  |        |        |
|  | Švédsko     |             |         | 5      |             |             |  |  |        |        |
|  | USA         | 2           |         |        |             |             |  |  |        |        |
|  | USA         | 2           | Švédsko | 4      | Třetí místo | Třetí místo |  |  |        |        |
|  |             |             | Švédsko | 4      | Třetí místo | Třetí místo |  |  |        |        |
|  |             | Česko       | 3       |        |             |             |  |  |        |        |
|  | Česko       | Česko       | 3       | 8      | Česko       | 5           |  |  |        |        |
|  | Česko       |             |         | 8      | Česko       | 5           |  |  |        |        |
|  | Itálie      | 1           |         | Kanada | 1           |             |  |  |        |        |
|  | Itálie      | 1           |         |        | 1           |             |  |  |        |        |
|  |             |             |         |        |             |             |  |  |        |        |
|  |             |             |         |        |             |             |  |  |        |        |

### Čtvrtfinále
Švédsko –  USA	5:2 (2:1, 0:1, 3:0)
27. dubna 1993 (15:30) – Mnichov (Olympiahalle)

Branky Švédska: 0:37 Mikael Renberg, 8:44 Peter Forsberg, 41:12 Ulf Dahlén, 44:42 Roger Akörström, 53:48 Ulf Dahlén.

Branky USA: 5:55 Ribert Beers, 22:07 Darren Turcotte.

Rozhodčí: Moreno (SUI) – Rautavuori (FIN), Castle (CAN)

Vyloučení: 4:4 (2:1)

Diváků: 5 800
 Německo –  Rusko	1:5 (0:1, 0:1, 1:3)
27. dubna 1993 (20:00) – Mnichov (Olympiahalle)

Branky Německa: 48:25 Dieter Hegen.

Branky Ruska: 15:38 Valerij Karpov, 26:17 German Titov, 40:56 Andrej Chomutov, 42:32 Vjačeslav Bucajev, 45:01 Vjačeslav Bykov.

Rozhodčí: Hearn – Earle, Borman (USA)

Vyloučení: 9:8 (1:2) + Neideberger na 10 min.

Diváků: 11 000
 Kanada –  Finsko 	5:1 (1:0, 1:1, 3:0)
28. dubna 1993 (15:30) – Mnichov (Olympiahalle)

Branky Kanady: 1:27 Mark Recchi, 26:21 Dave Manson, 44:22 Mark Recchi, 47:28 Dave Gagner, 56:40 Dave Manson.

Branky Finska: 24:42 Janne Laukkanen.

Rozhodčí: Bokarev (RUS) – Norrman, Eriksson (SWE)

Vyloučení: 5:7 (2:0, 1:0)

Diváků: 4 500
 Česko –  Itálie 	8:1 (2:0, 2:0, 4:1)
28. dubna 1993 (20:00) – Mnichov (Olympiahalle)

Branky Česka: 1:12 Kamil Kašťák, 3:47 Drahomír Kadlec, 24:49 Martin Hosták, 36:23 Martin Hosták, 41:09 Petr Rosol, 51:23 Otakar Janecký, 55:29 Petr Hrbek, 59:06 Petr Hrbek.

Branky Itálie: 54:18 John Vecchiarelli.

Rozhodčí: Sold (SUI) – Feofanov, Karabanov (RUS)

Vyloučení: 5:7 (4:0, 0:1)

Diváků: 4 200
Česko: Petr Bříza – Drahomír Kadlec, Miloš Holaň, Leo Gudas, Miloslav Hořava, Bedřich Ščerban, Antonín Stavjaňa – Otakar Janecký, Jiří Kučera, Jiří Doležal – Petr Rosol, Martin Hosták, Kamil Kašťák – Jan Čaloun, Petr Hrbek, Roman Horák – Radek Ťoupal, Josef Beránek, Tomáš Kapusta.
Itálie: Delfino – De Angelis, Circelli, Oberrauch, di Fiore, Marchetti, Stewart – Chitarroni, Orlando, Topatigh – Zanatta, Vani, Iovio – Vecchiarelli, Pavlu, Mansi.

### Semifinále
Česko –  Švédsko 	3:4 (2:1, 0:1, 1:1 - 0:1 pp)
30. dubna 1993 (15:30) – Mnichov (Olympiahalle)

Branky Česka: 9:59 Jiří Doležal, 14:13 Radek Ťoupal, 59:12 Drahomír Kadlec.

Branky Švédska: 1:03 Charles Berglund, 24:20 Ulf Dahlén, 42:38 Mikael Renberg, 68:38 Thomas Rundqvist.

Rozhodčí: Loraas (CAN) – Feofanov, Karabanov (RUS)

Vyloučení: 4:6 (1:1) + Näslund na 10 min.

Diváků: 9 300
Česko: Petr Bříza – Drahomír Kadlec, Miloš Holaň, Leo Gudas, Miloslav Hořava, Bedřich Ščerban, Antonín Stavjaňa – Otakar Janecký, Petr Hrbek, Jiří Doležal – Petr Rosol, Martin Hosták, Kamil Kašťák – Radek Ťoupal, Josef Beránek, Tomáš Kapusta – Roman Horák.
Švédsko: Söderström – Kennholt, Stillman, Popovic, P. Andersson, Akeström, Blomsten – Renberg, Rundqvist, M. Andersson – Nylander, Berglund, Dahlén – Näslund, Rorsberg, Bergqvist – Larsson, Nilsson, Julin.
 Rusko –  Kanada 	7:4 (1:1, 4:2, 2:1)
30. dubna 1993 (20:00) – Mnichov (Olympiahalle)

Branky Ruska: 10:29 Dmitrij Juškevič, 26:47 German Titov, 28:15 Konstantin Astrachancev, 32:44 Vjačeslav Bykov, 37:02 Andrej Chomutov, 43:52 Valerij Karpov, 54:33 German Titov.

Branky Kanady: 7:07 Shayne Corson, 21:09 Dave Manson, 21:21 Shayne Corson, 40:39 Eric Lindros.

Rozhodčí: Hearn (USA) – Eriksson, Norrman (SWE)

Vyloučení: 7:7 (1:3) + Šendělev na 5min. – Manson na 10 min.

Diváků: 11 000

### Finále
Rusko –  Švédsko 	3:1 (2:0, 1:0, 0:1)
2. května 1993 (15:00) - Mnichov (Olympiahalle)

Branky Ruska: 1:39 German Titov, 7:03 Andrej Nikolišin, 27:49 Andrej Chomutov.

Branky Švédska: 49:36 Mikael Renberg.

Rozhodčí: Hearn – Earle, Borman (USA)

Vyloučení: 7:6 + Blomsten 10 min.

Diváků: 10 500

### O 3. místo
Česko –  Kanada 	5:1 (1:1, 2:0, 2:0)
1. května 1993 (19:00) – Mnichov (Olympiahalle)

Branky Česka: 7:26 Jiří Doležal, 22:50 Tomáš Kapusta, 38:08 Josef Beránek, 41:18 Petr Rosol, 43:48 Petr Rosol.

Branky Kanady: 2:10 Adam Greaves.

Rozhodčí: Bokarev (RUS) – Norrman, Eriksson (SWE)

Vyloučení: 6:9 (1.0) + Kadlec a Beránek 10 min.

Diváků: 6 800
Česko: Petr Bříza – Drahomír Kadlec, Miloš Holaň, Leo Gudas, Miloslav Hořava, Bedřich Ščerban, Antonín Stavjaňa – Otakar Janecký, Jiří Kučera, Jiří Doležal – Petr Rosol, Martin Hosták, Kamil Kašťák – Jan Čaloun, Petr Hrbek, Roman Horák – Radek Ťoupal, Josef Beránek, Tomáš Kapusta.
Kanada: Tugnut – Galley, Smith, MacIver, Manson, Benning, Carkner – Kariya, Lindros, Corson – Recchi, Cagner, Buchberger – Dinnen, Savage, Brind Amour – Jonson, Sanderson, Graves.

### O udržení
Švýcarsko –  Francie		1:3 (1:1, 0:0, 0:2)
29. dubna 1993 (15:30) – Mnichov (Olympiahalle)

Branky Švýcarska: 6:17 Felix Hollenstein.

Branky Francie: 13:56 Peter Almasy, 44:43 Peter Almasy, 59:59 Pierrick Maia.

Rozhodčí: Sold (SUI) – Janíček (SVK), Rautavuori (FIN)

Vyloučení: 2:4 (1:0, 0:1)

Diváků: 2 400
 Norsko –  Rakousko	2:6 (2:3, 0:2, 0:1)
29. dubna 1993 (20:00) – Mnichov (Olympiahalle)

Branky Norska: 12:24 Pal Kristiansen, 16:11 Morten Finstad.

Branky Rakouska: 11:50 Manfred Muehr, 16:37 James Burton, 18:21 Robin Doyle, 24:08 Richard Nasheim, 34:24 Herbert Hohenberger, 42:20 Manfred Muehr.

Rozhodčí: Loraas (CAN) – Borman, Castle (CAN)

Vyloučení: 3:4 (1:1)

Diváků: 2 600
 Švýcarsko –  Norsko 	2:5 (0:1, 1:2, 1:2)
1. května 1993 (14:30) – Mnichov (Olympiahalle)

Branky Švýcarska: 30:21 Christian Weber, 45:40 Patrick Howald.

Branky Norska: 15:33 Ole Eskild Dahlstrøm, 22:01 Arne Billkvam, 27:13 Petter Thoresen, 44:05 Roy Johansen, 58:17 Pal Kristiansen.

Rozhodčí: Danko (SVK) – Feofanov, Karabanov (RUS)

Vyloučení: 6:5

Diváků: 2 400

## Statistiky

### Nejlepší hráči podle direktoriátu IIHF
| Brankář | Petr Bříza       |
| Obránce | Dmitrij Juškevič |
| Útočník | Eric Lindros     |

### All Stars
| Brankář         | Petr Bříza     |
| Levý obránce    | Dave Manson    |
| Pravý obránce   | Ilija Bjakin   |
| Levé křídlo     | Mikael Renberg |
| Střední útočník | Eric Lindros   |
| Pravé křídlo    | Ulf Dahlén     |

### Kanadské bodování
| Poř. | Kanadské bodování | Branky | Přihrávky | Body |
| ---- | ----------------- | ------ | --------- | ---- |
| 1.   | Eric Lindros      | 11     | 6         | 17   |
| 2.   | Andrej Chomutov   | 5      | 7         | 12   |
| 3.   | Shayne Corson     | 3      | 7         | 10   |
| 3.   | Dave Manson       | 3      | 7         | 10   |
| 5.   | Petr Rosol        | 4      | 5         | 9    |
| 5.   | Valerij Karpov    | 4      | 5         | 9    |
| 7.   | Paul Kariya       | 2      | 7         | 9    |
| 8.   | Dieter Hegen      | 6      | 2         | 8    |
| 9.   | Mikael Renberg    | 5      | 3         | 8    |
| 10.  | Martin Hosták     | 4      | 4         | 8    |

### Soupiska Ruska
1.  Rusko

Brankáři: Andrej Trefilov, Maxim Michajlovskij, Andrej Zujev.

Obránci: Alexandr Karpovcev, Alexandr Smirnov, Ilja Bjakin, Dmitrij Frolov, Andrej Sapožnikov, Sergej Šenděljev, Dmitrij Juškevič, Sergej Sorokin.

Útočníci: Sergej Petrenko, German Titov, Andrej Chomutov, Jan Kaminskij, Alexej Jašin, Sergej Puškov, Andrej Nikolišin, Valerij Karpov, Konstantin Astrachancev, Vjačeslav Bykov – , Igor Varickij, Vjačeslav Bucajev.

Trenér: Boris Michajlov.

### Soupiska Švédska
2.  Švédsko

Brankáři: Tommy Söderström, Peter Åslin, Mikael Sundlöv.

Obránci: Peter Popovic, Arto Blomsten, Fredrik Stillman, Roger Åkerström, Stefan Larsson, Peter Andersson, Kenneth Kennholt.

Útočníci: Stefan Nilsson, Patrik Juhlin, Thomas Rundqvist, Markus Näslund, Jan Larsson, Peter Forsberg, Charles Berglund, Mikael Renberg, Mikael Andersson, Michael Nylander, Ulf Dahlén, Håkan Åhlund, Jonas Bergkvist

Trenéři:

### Soupiska Česka
3.  Česko

Brankáři: Petr Bříza, Roman Turek, Zdeněk Orct.

Obránci: Leo Gudas, Miloš Holaň, Drahomír Kadlec, Bedřich Ščerban, Antonín Stavjaňa, Miloslav Hořava, Aleš Flašar.

Útočníci: Petr Rosol, Kamil Kašťák, Richard Žemlička, Jiří Kučera, Jan Čaloun, Petr Hrbek, Tomáš Kapusta,  – Otakar Janecký, Roman Horák, Martin Hosták, Radek Ťoupal, Jiří Doležal, Josef Beránek.

Trenéři: Ivan Hlinka a Jaroslav Walter.

### Soupiska Kanady
4.  Kanada

Brankáři: Bill Ranford, Allain Roy, Ron Tugnutt.

Obránci: Garry Galley, Derek Mayer, Norm Maciver, Terry Carkner, Brian Benning, Dave Manson, Geoff Smith.

Útočníci: Mark Recchi, Shayne Corson, Geoff Sanderson, Kevin Dineen, Dave Gagner, Kelly Buchberger, Rod Brind'Amour, Paul Kariya, Mike Gartner, Adam Graves – , Greg Johnson, Brian Savage, Eric Lindros.

Trenér:

### Soupiska Německa
5.  Německo

Brankáři: Helmut De Raaf, Klaus Merk, Josef Heiß.

Obránci: Torsten Kienas, Joerg Mayr, Greg Thomson, Andreas Niederberger, Rick Amann, Uli Hiemer, Karsten Mende, Jayson Meyer.

Útočníci: Thomas Brandl, Ernst Köpf, Andreas Volland, Bernd Truntschka, Raimund Hilger, Benoît Doucet, Gerd Truntschka, Wolfgang Kummer, Georg Franz, Dieter Hegen, Stefan Ustorf, Michael Rumrich.

Trenér:

### Soupiska USA
6.  USA

Brankáři: Mike Richter, Mike Dunham, Pat Jablonski.

Obránci: Robert Beers, Eric Weinrich, Brett Hauer, Adam Burt, Ian Moran, Travis Richards, Barry Richter, Derian Hatcher.

Útočníci: Darren Turcotte, Mike Modano, Eddie Olczyk, Craig Johnson, Doug Weight, Ted Drury, Jeff Lazaro, David Sacco, Shjon Podein, Derek Plante, Rob Gaudreau, Tony Amonte.

Trenér:

### Soupiska Finska
7.  Finsko

Brankáři: Markus Ketterer, Sakari Lindfors, Ari Sulander.

Obránci: Mikko Haapakoski, Timo Jutila, Erik Hämäläinen, Janne Laukkanen, Ville Sirén, Walteri Immonen.

Útočníci: Vesa Viitakoski, Saku Koivu, Jari Korpisalo, Mika Alatalo, Marko Palo, Timo Saarikoski, Kari Harila, Keijo Säilynoja, Juha Riihijärvi, Jarkko Varvio, Mika Nieminen, Esa Tikkanen, Timo Peltomaa, Juha Ylönen.

Trenér:

### Soupiska Itálie
8.  Itálie

Brankáři: David Delfino, Diego Riva, Bruno Campese.

Obránci: Robert Oberrauch, Raphael Constantin Di Fiore, William Stewart, Georg Comploi, Giovanni Marchetti, Anthony Circelli, Pietrangelo Cibien, Michael De Angelis.

Útočníci: Mark Michael Cupolo, Emilio Iovio, Maurizio Mansi, Ivano Zanatta, Bruno Zarrillo, Gaetano Orlando, John Vecchiarelli, Carmine Vani, Mario Brian Chitarroni, Lucio Topatigh, Martin Pavlů, Maurizio Bortolussi.

Trenér:

### Soupiska Rakouska
9.  Rakousko

Brankáři: Brian Stankiewicz, Michael Puschacher, Claus Dalpiaz.

Obránci: Martin Ulrich, Martin Krainz, Karl Heinzle, James Burton, Engelbert Linder, Michael Guentner, Michael Shea, Robin Doyle, Herbert Hohenberger.

Útočníci: Andreas Pusnik, Wayne Grouix, Richard Nasheim, Marty Dallman, Manfred Muehr, Gerhard Pusnik, Gunether Lanzinger, Christian Perthaler, Dieter Kalt, Werner Kerth, Wolfgang Kromp.

Trenér:

### Soupiska Francie
10.  Francie

Brankáři: Petri Ylönen, Michael Valliere, Christophe Renard.

Obránci: Jean-Phillippe Lemoine, Stephane Boteri, Michel Leblanc, Bruno Saunier, Denis Perez, Joseph Poudrier.

Útočníci: Peter Almasy, Bruno Maynart, Steven Woodburn, Stephane Barin, Arnaud Briand, Patrick Dunn, Pierre Pouse, Michael Babin, Benoit Laporte, Pierrick Maia, Christophe Ville, Antoine Richer, Christian Pouget, Franck Pajonkowski.

Trenér:

### Soupiska Norska
11.  Norsko

Brankáři: Robert Schistad, Jim Martinsen, Sven Harald Arnesen.

Obránci: Petter Salsten, Jon Magne Karlstad, Tommy Jakobsen, Kim Søgaard, Svein Enok Nørstebø, Cato Tom Andersen, Pal Kristiansen.

Útočníci: Tom Erik Olsen, Geir Hoff, Carl Gunnar Gundersen, Ole Eskild Dahlstrøm, Arne Billkvam, Erik Kristiansen, Trond Magnussen, Petter Thoresen, Morten Finstad, Bjoern Freddy Bekkrud, Roy Johansen, Marius Rath, Per Christian Knold.

Trenér:

### Soupiska Švýcarska
12.  Švýcarsko

Brankáři: Renato Tosio, Reto Pavoni, Patrick Schoepf.

Obránci: Martin Steinegger, Sandro Bertaggia, Martin Rauch, Sven Leuenberger, Rick Tschumi, Samuel Balmero, Patrick Sutter.

Útočníci: Patrick Howald, Felix Hollenstein, Roberto Triulzi, Bruno Erni, Andreas Ton, Alfred Lüthi, Gil Montandon, Jörg Eberle, Roman Waeger, Christian Weber, Misko Antisin, Manuele Celio, Thomas Vrabec.

Trenér:

### Rozhodčí
| Hlavní - Valerij Bokarev - Anton Danko - Robert Hearn - Darren Loraas - Eric Malletroit - Vincent Moreno - Kari Nieminen - Ruggero Savaris - Peter Slapke - Sven-Erik Sold | Čárový - Jay Borman - Roger Castle - Heiko Dahle - Brewster Earle - Stephan Eriksson - Sergej Feofanov - Boris Janíček | Čárový - Sergej Karabanov - Erik Larsen - Johan Norrman - Markus Pfister - Janne Rautavuori - Wilhelm Schimm - Bernhard Stadler |

### Konečné pořadí

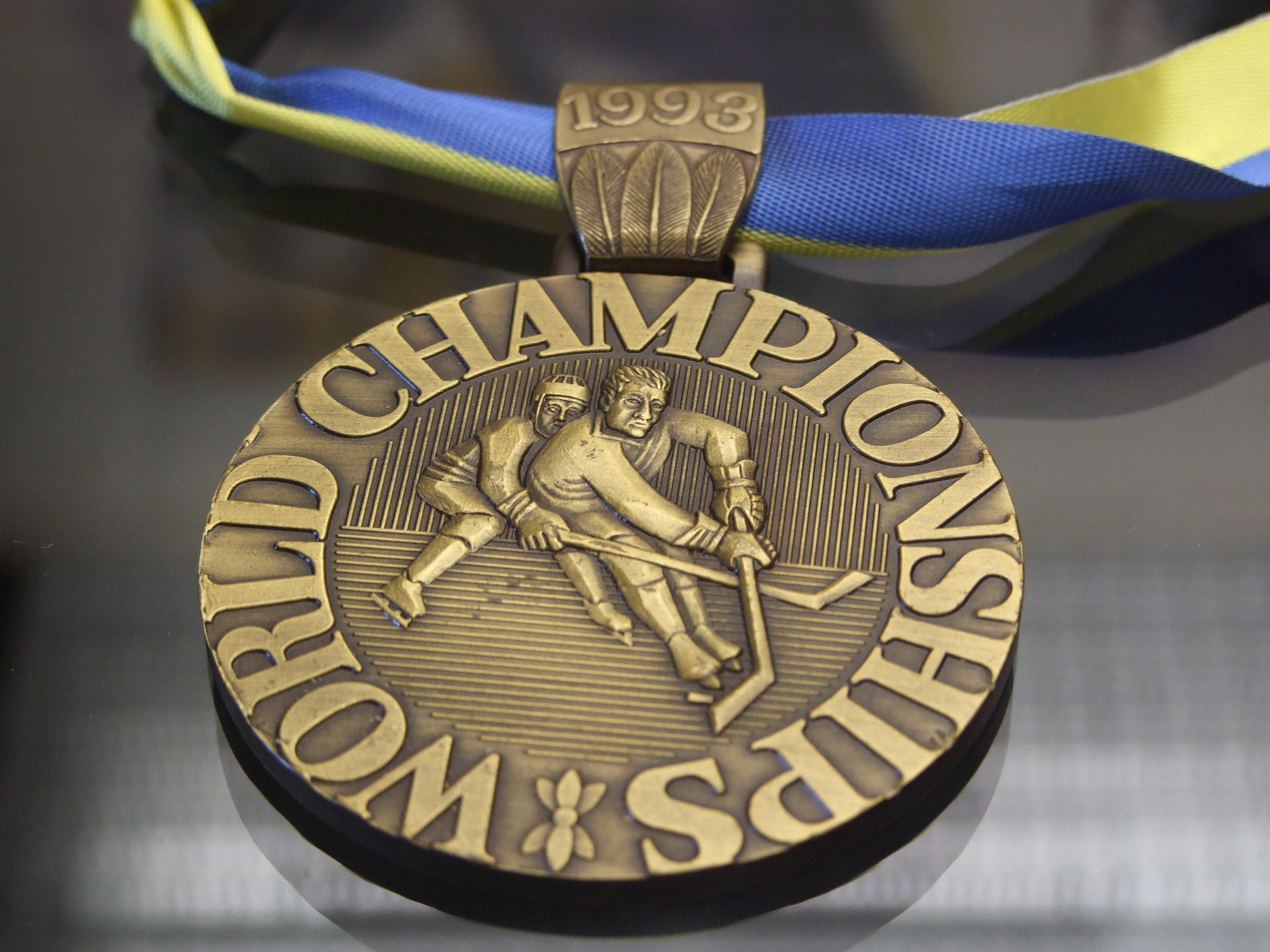
Bronzová medaile z MS 1993.

| 57. | Mistrovství světa | Z | V | R | P | Skóre | B  |
| --- | ----------------- | - | - | - | - | ----- | -- |
| 1.  | Rusko             | 8 | 5 | 1 | 2 | 30:18 | 11 |
| 2.  | Švédsko           | 8 | 5 | 0 | 3 | 27:22 | 10 |
| 3.  | Česko             | 8 | 6 | 1 | 1 | 33:10 | 13 |
| 4.  | Kanada            | 8 | 6 | 0 | 2 | 41:17 | 12 |
| 5.  | Německo           | 6 | 4 | 0 | 2 | 21:17 | 8  |
| 6.  | USA               | 6 | 2 | 2 | 2 | 16:15 | 6  |
| 7.  | Finsko            | 6 | 2 | 1 | 3 | 8:12  | 5  |
| 8.  | Itálie            | 6 | 1 | 2 | 3 | 9:28  | 4  |
| 9.  | Rakousko          | 6 | 1 | 1 | 4 | 10:24 | 3  |
| 10. | Francie           | 6 | 1 | 0 | 5 | 13:25 | 2  |
| 11. | Norsko            | 7 | 2 | 0 | 5 | 13:25 | 4  |
| 12. | Švýcarsko         | 7 | 2 | 0 | 5 | 14:22 | 4  |

## MS Skupina B
|    |                | GBR  | POL  | NED  | DEN  | JPN | ROM  | CHN  | BUL  | V | R | P | Skóre | B  |
| 1. | Velká Británie | ***  | 4:3  | 3:2  | 4:0  | 5:4 | 10:4 | 14:0 | 12:0 | 7 | 0 | 0 | 52:13 | 14 |
| 2. | Polsko         | 3:4  | ***  | 7:1  | 7:3  | 7:1 | 13:0 | 21:1 | 13:2 | 6 | 0 | 1 | 71:12 | 12 |
| 3. | Nizozemsko     | 2:3  | 1:7  | ***  | 6:4  | 5:3 | 4:2  | 15:1 | 14:0 | 5 | 0 | 2 | 47:20 | 10 |
| 4. | Dánsko         | 0:4  | 3:7  | 4:6  | ***  | 9:3 | 4:3  | 13:0 | 5:1  | 4 | 0 | 3 | 38:24 | 8  |
| 5. | Japonsko       | 4:5  | 1:7  | 3:5  | 3:9  | *** | 8:1  | 8:3  | 7:1  | 3 | 0 | 4 | 34:31 | 6  |
| 6. | Rumunsko       | 4:10 | 0:13 | 2:4  | 3:4  | 1:8 | ***  | 5:3  | 5:2  | 2 | 0 | 5 | 20:44 | 4  |
| 7. | Čína           | 0:14 | 1:21 | 1:15 | 0:13 | 3:8 | 3:5  | ***  | 4:3  | 1 | 0 | 6 | 12:79 | 2  |
| 8. | Bulharsko      | 0:12 | 2:13 | 0:14 | 1:5  | 1:7 | 2:5  | 3:4  | ***  | 0 | 0 | 7 | 9:60  | 0  |

 Polsko –  Velká Británie 3:4 (0:1, 2:1, 1:2)
25. března 1993 – Eindhoven
 Dánsko –  Bulharsko 5:1 (2:1, 3:0, 0:0)
25. března 1993 – Eindhoven
 Japonsko –  Rumunsko 8:1 (2:1, 2:0, 4:0)
25. března 1993 – Eindhoven
 Nizozemsko –  Čína 15:1 (5:0, 6:0, 4:1)
25. března 1993 – Eindhoven
 Čína –  Polsko 1:21 (0:11, 0:5, 1:5)
26. března 1993 – Eindhoven
 Rumunsko –  Nizozemsko 2:4 (1:1, 0:2, 1:1)
26. března 1993 – Eindhoven
 Dánsko –  Velká Británie 0:4 (0:2, 0:0, 0:2)
27. března 1993 – Eindhoven
 Bulharsko –  Japonsko 1:7 (0:1, 0:4, 1:2)
27. března 1993 – Eindhoven
 Polsko –  Rumunsko 13:0 (6:0, 4:0, 3:0)
28. března 1993 – Eindhoven
 Japonsko –  Velká Británie 4:5 (0:2, 2:1, 2:2)
28. března 1993 – Eindhoven
 Nizozemsko –  Bulharsko 14:0 (3:0, 5:0, 6:0)
28. března 1993 – Eindhoven
 Rumunsko –  Čína 5:3 (2:0, 2:3, 1:0)
29. března 1993 – Eindhoven
 Polsko –  Dánsko 7:3 (4:0, 1:2, 2:1)
29. března 1993 – Eindhoven
 Velká Británie –  Bulharsko 10:0 (5:0, 2:0, 3:0)
30. března 1993 – Eindhoven
 Dánsko –  Čína 13:0 (6:0, 1:0, 6:0)
30. března 1993 – Eindhoven
 Nizozemsko –  Japonsko 5:3 (0:1, 4:1, 1:1)
30. března 1993 – Eindhoven
 Bulharsko –  Polsko 2:13 (2:2, 0:5, 0:6)
31. března 1993 – Eindhoven
 Nizozemsko –  Velká Británie 2:3 (1:0, 1:1, 0:2)
31. března 1993 – Eindhoven
 Rumunsko –  Dánsko 3:4 (0:2, 2:1, 1:1)
1. dubna 1993 – Eindhoven
 Čína –  Japonsko 3:8 (0:2, 2:4, 1:2)
1. dubna 1993 – Eindhoven
 Japonsko –  Polsko 1:7 (0:2, 0:3, 1:2)
2. dubna 1993 – Eindhoven
 Dánsko –  Nizozemsko 4:6 (2:3, 0:0, 2:3)
2. dubna 1993 – Eindhoven
 Velká Británie –  Rumunsko 10:4 (2:3, 8:1, 0:0)
3. dubna 1993 – Eindhoven
 Čína –  Bulharsko 4:3 (1:2, 0:0, 3:1)
3. dubna 1993 – Eindhoven
 Japonsko –  Dánsko 3:9 (1:2, 0:5, 2:2)
4. dubna 1993 – Eindhoven
 Polsko –  Nizozemsko 7:1 (3:0, 1:0, 3:1)
4. dubna 1993 – Eindhoven
 Bulharsko –  Rumunsko 2:5 (0:0, 1:2, 1:3)
4. dubna 1993 – Eindhoven
 Velká Británie –  Čína 14:0 (4:0, 4:0, 6:0)
4. dubna 1993 – Eindhoven

## MS Skupina C

### Skupina A
|    |             | UKR  | LAT  | PRK  | BEL  | KOR  | ISR  | V | R | P | Skóre  | B |
| 1. | Ukrajina    | ***  | 5:5  | 15:1 | 37:2 | 16:1 | 29:0 | 4 | 1 | 0 | 102:10 | 9 |
| 2. | Lotyšsko    | 5:5  | ***  | 4:0  | 26:3 | 27:0 | 32:0 | 4 | 1 | 0 | 94:8   | 9 |
| 3. | KLDR        | 1:15 | 0:4  | ***  | 7:1  | 7:4  | 14:2 | 3 | 0 | 2 | 30:26  | 6 |
| 4. | Belgie      | 2:37 | 3:26 | 1:7  | ***  | 5:3  | 8:1  | 2 | 0 | 3 | 19:74  | 4 |
| 5. | Jižní Korea | 1:16 | 0:27 | 4:7  | 3:5  | ***  | 8:5  | 1 | 0 | 4 | 16:60  | 2 |
| 6. | Izrael      | 0:29 | 0:32 | 2:14 | 1:8  | 5:8  | ***  | 0 | 0 | 5 | 8:91   | 0 |

 KLDR -  Izrael 14:2 (7:0, 3:0, 4:2)
12. března 1993 – Bled
 Ukrajina -  Jižní Korea 16:1 (9:0, 3:0, 4:1)
12. března 1993 – Bled
 Lotyšsko -  Belgie 26:3 (7:1, 8:1, 11:1)
12. března 1993 – Bled
 Jižní Korea -  Izrael 8:5 (3:1, 3:1, 2:3)
13. března 1993 – Bled
 Belgie -  Ukrajina 2:37 (0:12, 0:10, 2:15)
13. března 1993 – Bled
 KLDR -  Lotyšsko 0:4 (0:1, 0:2, 0:1)
13. března 1993 – Bled
 Belgie -  Jižní Korea 5:3 (2:1, 1:0, 2:2)
15. března 1993 – Bled
 Ukrajina -  KLDR 15:2 (6:0, 4:0, 5:2)
15. března 1993 – Bled
 Izrael -  Lotyšsko 0:32 (0:4, 0:14, 0:14)
15. března 1993 – Bled
 Belgie -  Izrael 8:1 (5:0, 0:0, 3:1)
16. března 1993 – Bled
 Jižní Korea -  KLDR 4:7 (2:3, 1:2, 1:2)
16. března 1993 – Bled
 Lotyšsko -  Ukrajina 5:5 (3:0, 2:1, 0:4)
16. března 1993 – Bled
 Izrael -  Ukrajina 0:29 (0:12, 0:9, 0:8)
18. března 1993 – Bled
 Jižní Korea -  Lotyšsko 0:27 (0:11, 0:9, 0:7)
18. března 1993 – Bled
 KLDR -  Belgie 7:1 (3:0, 3:1, 1:0)
18. března 1993 – Bled

### Skupina B
|    |            | SLO  | KAZ  | HUN  | AUS  | ESP  | RSA  | V | R | P | Skóre | B  |
| 1. | Slovinsko  | ***  | 4:0  | 14:2 | 15:2 | 12:0 | 29:0 | 5 | 0 | 0 | 74:4  | 10 |
| 2. | Kazachstán | 0:4  | ***  | 7:1  | 23:1 | 14:0 | 32:0 | 4 | 0 | 1 | 76:6  | 8  |
| 3. | Maďarsko   | 2:14 | 1:7  | ***  | 7:3  | 6:5  | 20:2 | 3 | 0 | 2 | 36:31 | 6  |
| 4. | Austrálie  | 2:15 | 1:23 | 3:7  | ***  | 4:3  | 9:3  | 2 | 0 | 3 | 19:51 | 4  |
| 5. | Španělsko  | 0:12 | 0:14 | 5:6  | 3:4  | ***  | 10:3 | 1 | 0 | 4 | 18:39 | 2  |
| 6. | JAR        | 0:29 | 0:32 | 3:15 | 2:20 | 3:9  | ***  | 0 | 0 | 5 | 8:100 | 0  |

 JAR -  Maďarsko 2:20 (0:8, 2:4, 0:8)
12. března 1993 – Lublaň
 Kazachstán -  Španělsko 14:0 (0:0, 6:0, 8:0)
12. března 1993 – Lublaň
 Austrálie -  Slovinsko 2:15 (1:6, 0:4, 1:5)
12. března 1993 – Lublaň
 Maďarsko -  Kazachstán 1:7 (0:2, 0:2, 1:3)
13. března 1993 – Lublaň
 Španělsko -  Slovinsko 0:12 (0:2, 0:5, 0:5)
13. března 1993 – Lublaň
 Austrálie -  JAR 9:3 (3:1, 3:1, 3:1)
13. března 1993 – Lublaň
 Kazachstán -  Austrálie 23:1 (5:1, 7:0, 11:0)
15. března 1993 – Lublaň
 Maďarsko -  Španělsko 6:5 (2:3, 2:2, 2:0)
15. března 1993 – Lublaň
 Slovinsko -  JAR 29:0 (8:0, 8:0, 13:0)
15. března 1993 – Lublaň
 Španělsko -  Austrálie 3:4 (3:1, 0:2, 0:1)
16. března 1993 – Lublaň
 JAR -  Kazachstán 0:32 (0:15, 0:7, 0:10)
16. března 1993 – Lublaň
 Maďarsko -  Slovinsko 2:14 (1:4, 0:7, 1:3)
16. března 1993 – Lublaň
 Španělsko -  JAR 10:3 (1:2, 4:0, 5:1)
18. března 1993 – Lublaň
 Austrálie -  Maďarsko 3:7 (0:3, 1:1, 2:3)
18. března 1993 – Lublaň
 Slovinsko -  Kazachstán 4:0 (0:0, 0:0, 4:0)
18. března 1993 – Lublaň

### Semifinále
Ukrajina -  Kazachstán 3:2 (0:1, 2:0, 1:1)
19. března 1993 – Bled
 Slovinsko -  Lotyšsko 1:5 (0:3, 1:1, 0:1)
19. března 1993 – Lublaň

### Finále
Ukrajina -  Lotyšsko 0:2 (0:1, 0:0, 0:1)
21. března 1993 – Lublaň

### O 3. místo
Slovinsko -  Kazachstán 3:7 (0:3, 0:1, 3:3)
21. března 1993 – Lublaň

### O 9. místo
Jižní Korea -  Španělsko 7:3 (1:1, 2:1, 4:1)
19. března 1993 – Lublaň

## Kvalifikace o postup do skupiny C

### Skupina A
|    |          | LAT  | EST | LIT  | V | R | P | Skóre | B |
| 1. | Lotyšsko | ***  | 6:3 | 13:2 | 2 | 0 | 0 | 19:5  | 4 |
| 2. | Estonsko | 3:6  | *** | 6:1  | 1 | 0 | 1 | 9:7   | 2 |
| 3. | Litva    | 2:13 | 1:6 | ***  | 0 | 0 | 2 | 3:19  | 0 |

 Estonsko -  Litva 6:1 (2:1, 1:0, 3:0)
6. listopadu 1992 – Riga
 Litva -  Lotyšsko 2:13 (0:6, 1:1, 1:6)
7. listopadu 1992 – Riga
 Lotyšsko -  Estonsko 6:3 (2:1, 3:0, 1:2)
8. listopadu 1992 – Riga

### Skupina B
|    |            | UKR | KAZ | BLR | V | R | P | Skóre | B |
| 1. | Ukrajina   | *** | 4:5 | 4:1 | 1 | 0 | 1 | 8:6   | 2 |
| 2. | Kazachstán | 5:4 | *** | 1:3 | 1 | 0 | 1 | 6:7   | 2 |
| 3. | Bělorusko  | 1:4 | 3:1 | *** | 1 | 0 | 1 | 4:5   | 2 |

- Ázerbájdžán odřekl účast.

 Kazachstán -  Ukrajina 5:4 (2:0, 2:2, 1:2)
6. listopadu 1992 – Minsk
 Ukrajina -  Bělorusko 4:1 (0:0, 1:0, 3:1)
7. listopadu 1992 – Minsk
 Bělorusko -  Kazachstán 3:1 (2:0, 0:0, 1:1)
8. listopadu 1992 – Minsk

### Skupina C
|    |            | SLO  | CRO | V | R | P | Skóre | B |
| 1. | Slovinsko  | ***  | 7:2 | 2 | 0 | 0 | 22:3  | 4 |
| 2. | Chorvatsko | 1:15 | *** | 0 | 0 | 2 | 3:22  | 0 |

- Lucembursko odřeklo účast.

 Chorvatsko -  Slovinsko 1:15 (0:5, 1:4, 0:6)
7. listopadu 1992 – Záhřeb
 Slovinsko -  Chorvatsko 7:2 (5:2, 1:0, 1:0)
8. listopadu 1992 – Lublaň

### Skupina D
|    |         | ISR  | GRE  | TUR  | V | R | P | Skóre | B |
| 1. | Izrael  | ***  | 8:2  | 14:4 | 2 | 0 | 0 | 22:6  | 4 |
| 2. | Řecko   | 2:8  | ***  | 10:2 | 1 | 0 | 1 | 12:10 | 2 |
| 3. | Turecko | 4:14 | 2:10 | ***  | 0 | 0 | 2 | 6:24  | 0 |

- Mexiko a Nový Zéland odřekli účast.

 Řecko -  Turecko 10:2 (4:0, 2:2, 4:0)
6. listopadu 1992 – Ankara
 Izrael -  Řecko 8:2 (2:0, 3:1, 3:1)
7. listopadu 1992 – Ankara
 Turecko -  Izrael 4:14 (1:7, 0:4, 3:3)
8. listopadu 1992 – Ankara